# Слатиоареле (Валча)
Слатиоареле (рум. Slătioarele) насеље је у Румунији у округу Валча у општини Окнеле Мари. Oпштина се налази на надморској висини од 342 m.

## Становништво
Према подацима из 2002. године у насељу је живело 504 становника, од којих су сви румунске националности.